# لودوفيك بروتو
لودوفيك بروتو (بالفرنسية: Ludovic Proto)‏ (مواليد 30 أبريل 1965) هو ملاكم فرنسي، مثّل بلاده في الألعاب الأولمبية الصيفية 1988.

## روابط خارجية
لودوفيك بروتو على موقع بوكس ريك (الإنجليزية) (registration required)
- لودوفيك بروتو على موقع اللجنة الأولمبية الدولية (الإنجليزية)
- لودوفيك بروتو على موقع أوليمبيديا (الإنجليزية)